# Krasíkov
Krasíkov es una localidad del distrito de Ústí nad Orlicí en la región de Pardubice, República Checa, con una población estimada a principio del año 2018 de 314 habitantes. 
Se encuentra ubicada al noreste de la región, en la zona sur de los Sudetes centrales, cerca del río Orlice —un afluente izquierdo del curso alto del río Elba—, y de la frontera con Polonia y las regiones de Hradec Králové y Olomouc.